# El Capulín, Ocuilan
El Capulín är en ort i kommunen Ocuilan i delstaten Mexiko i Mexiko. Samhället hade 147 invånare vid folkräkningen år 2020.